# Фиркс, Георг Фридрих фон
Барон Георг Фридрих фон Фиркс (нем. Georg Friedrich von Fircks; 1782—1843) — член-корреспондент Высочайше утвержденной комиссии по пересмотру законов; уездный предводитель дворянства и публицист.

## Биография
Георг Фридрих фон Фиркс родился 19 апреля 1782 года в родовом имении Ногаллен, в Курляндии. Первоначальное образование получил дома, затем, пробыв один год в Митавской гимназии, в 1802 году отправился за границу, где слушал лекции в Йенском и в Лейпцигском университетах. 
Совершив большое путешествие по Германии, Швейцарии и Франции, фон Фиркс в 1806 году прибыл в столицу Российской империи город Санкт-Петербург и был назначен членом-корреспондентом Высочайше утвержденной комиссии по пересмотру законов. 
Предприняв по окончании этого задания второе путешествие за границу, Георг Фридрих фон Фиркс возвратился в Курляндию и посвятил себя служению интересам курляндского дворянства, сперва в качестве депутата на дворянских съездах, а с 1814 года в должности уездного предводителя дворянства (Kreismarschal). 
Барону фон Фирксу, среди прочих, издал следующие печатные работы: «Die Letten in Kurland oder Vertheidigung meines Vaterlandes gegen die Angriffe von G. Merkel in dessen «Letten» (Leipzig, 1804); «Ueber Hülls-Leihbanken in Kurland» (Mitau, 1820); «Ueber den Ursprung des Adels in den Ostseeprovinzen Russlands und das den alten Rittergeschlechtern daselbst gebührende Prädicat «Freiherr» (Mitau und Leipzig, 1843 год).
Барон Георг Фридрих фон Фиркс скончался в Теплице в июле 1843 года.